# Cyphon punctipennis
Cyphon punctipennis is een keversoort uit de familie moerasweekschilden (Scirtidae). De wetenschappelijke naam van de soort werd in 1873 gepubliceerd door David Sharp.